# 周岳澄
周岳澄（1983年6月15日—），臺灣詞曲創作者及音樂製作人。
曾參與創辦「光引擎」、「暗黑白領階級」以及「肯周樂隊」等樂團，並曾兩次獲得金曲獎獎項。此外，他也是「臺北市捷運地景計劃」中松山新店線、新北捷運環狀線列車進站音樂、全線轉乘及終點到站提示音樂以及悠遊卡閘門音效的主要設計者。

## 生平
2006年，畢業於世新大學圖文傳傳播學系。
2010年，前往佛羅里達州清水市The Players School of Music就讀，隨後於一年內取得演奏文憑。
2011年，返回臺灣並先後參與於「光引擎」及「暗黑白領階級」樂團；同年，獲得臺灣原創流行音樂大獎首獎、最佳演出獎及河洛語佳作。
2013年，與黃子軒共同獲得第24屆金曲獎最佳客語專輯獎項及海洋音樂祭評審團大賞。
2014年，光引擎獲得第25屆金曲獎最佳演唱組合獎項；同年，參與發行「肯周樂隊」首張專輯《超時空點唱機》。
2015年，參與「臺北市捷運地景計劃」，設計松山新店線列車進站音樂、全線轉乘及終點到站提示音樂以及悠遊卡閘門音效。

## 代表作

### 專輯
- 暗黑白領階級-《回家的路》
- 光引擎-《沿途風景》
- 肯周樂隊-《超時空點唱機》[4][5]

## 獲獎
- 第二屆全國線上藝術創作大賽音樂組佳作 (2003年)
- 臺灣原創流行音樂大獎客語組首獎、河洛語組佳作、最佳現場演出獎 (2012年)
- 第24屆金曲獎最佳客語專輯 (2013年)
- 海洋音樂祭 評審團大賞 (2013年)
- 第25屆金曲獎最佳演唱組合 (2014年) [4][5]